# Az Országos Rendőr-főkapitányság épülete
Az Országos Rendőr-főkapitányság épülete (a köznyelvben „Rendőrpalota”) Budapest XIII. kerületében a Göncz Árpád városközpontban, a Teve utca 4-6. szám alatt található épület, melyben az országos, a pest megyei és a budapesti rendőrkapitányságok adminisztratív központja működik, azaz hivatalos nevén a Rendőrségi Igazgatási Központ. Formája és mérete elkészülése óta városképi szempontból nem csak a környék, hanem egész Budapest egyik meghatározó épületévé emelte.

## Története
A rendszerváltást követően, az 1990-es évek elejére fogalmazódott meg az igény a fővárosban szétszórtan működő rendőrségi irodák összeköltöztetésére a hatékonyság növelése végett.
Ennek eredményeként a Postabank és a Rendőrség 1992-ben egy kormányhatározat értelmében abban állapodott meg, hogy az akkor a Postabank tulajdonában álló Teve utcai telken a bank finanszírozásában és megrendeléséből felépítenek egy irodaházat a Rendőrség számára. Pénz helyett a bank cserébe megkapta a városszerte található kisebb-nagyobb irodákat, amikben addig működtek a különböző rendőri adminisztratív egységek és részlegek. Több vita és számos értékbecslés után végül 6,3 milliárd forintban állapították meg a székház akkori értékét, így ugyanekkora értékben kerültek át a bankhoz a felhagyott irodák. Az új székházért cserébe adott összesen 11 darab ingatlan becsült árát külső hangok vitatták, átlagosan mintegy 40%-kal drágábbnak gondolva azokat ám az elszámolás és ezzel az ingatlancsere változatlan maradt.
Az épület megrendelője a megállapodás értelmében a Postabank Invest Zrt. lett, akik Finta Józsefet kérték fel tervezőnek. A speciális biztonsági követelmények miatt a belső kialakításban a testület részéről a később az épület üzemeltetéséért is felelős Meichl Géza rendőr dandártábornok segítette az építészt.
A tervezés 1994 és 1996, a kivitelezés 1995 és 1997 között zajlott és 1997 október elsején adták át. Az építkezéshez mintegy 36 ezer köbméter betont és 4,5 ezer tonna betonacélt használtak fel. A székház két részre tagolható, melyből az egyik nyolc emeletes és hasáb alakú, a másik pedig tizenhat emeletes és henger alakú, a tetején rendőrségi antennákkal, amik 92 méter magasra nyúlnak fel. Az épülete belső tereit már a modern igényeknek megfelelően könnyen variálható gipszkarton válaszfalakkal határolták el, az itt dolgozó körülbelül 2000 fő számára nagyjából 900 helyiséget alakítva ki, amiket összesen 16 lift segítségével lehet elérni.
Az irodahelyiségeken túl konferenciaterem, két kondicionálóterem, lőtér, orvosi rendelő, posta és étterem is található a székházban. A két szintes mélygarázsban egy autómosót is létesítettek. Az épület elsősorban adminisztratív funkciókat szolgál ki, kifejezetten rendőrségi szakmai munka csak a föld alatt, a -2. szinten folyik, ahol egy tevékenységirányítási központ van, illetve a földszinten a Bűn- és Balesetmegelőzési Centrum, ami főleg a gyerekek oktatására koncentrál.
Az épületre 2007. február 13-án, nagyjából éjjel 1 óra 20 perc körül egy ismeretlen fegyveres gépkocsijából a József Attila Színház parkolójának az irányából gépfegyverrel rálőtt. Senki sem sérült meg és az anyagi kár sem volt jelentős. A tettest sohasem kapták el.